# Чжан Хэн
Чжан Хэн (кит. трад. 張衡, упр. 张衡, пиньинь Zhāng Héng; 78—139), взрослое имя Пинцзы (平子) — китайский философ, мыслитель-энциклопедист, литератор, поэт, государственный деятель и учёный, которому принадлежат мировые открытия и изобретения в математике, астрономии, механике, сейсмологии, географии. В его честь назван кратер Чжан Хэн (Чан-Хэн) на Луне.

## Биография
Родился в семье обедневшего чиновника в уезде Сиао округа Наньян (сейчас эти места находятся на территории уезда Наньчжао городского округа Наньян провинции Хэнань). В 17 лет совершил путешествие в Чанъань, а затем приехал в столицу Лоян, где поступил в высшее училище Тай сюэ и установил дружеские связи с ведущими учёными Ван Фу (76/85 — 157/167), Ма Жуном (79—166), Цуй Юанем (崔瑗; 77/78 — 142/143) и другими.
В 33 года стал правительственным советником по культуре и просвещению (лан чжун). Прочитав «Тай сюань цзин» («Канон Великой тайны») Ян Сюна (53 до н. э. — 18 н. э.), занялся естественными науками и спустя несколько лет добился таких успехов, что со 115 года дважды занимал пост придворного историографа-астролога (тай ши лин), ответственного за календарь и астрономические, атмосферные, сейсмологические наблюдения.
В 55 лет стал одним из шести высших сановников (сы чжун).
Оклеветанный, в 136 году был сослан в качестве канцлера в удел Хэцзянь (располагался на землях современного городского округа Хэншуй провинции Хэбэй).

## Достижения
Создал:
- армиллярную сферу (небесный глобус), приводившуюся в движение водой;
- тележку-компас с шестеренными передачами;
- прибор для регистрации подземных толчков (сейсмограф).

Чжан Хэн первым в Китае заявил, что Луна светит отраженным солнечным светом, явился родоначальником количественной картографии, основанной на прямоугольной сетке координат.
Для числа {\displaystyle \pi } предложил два эквивалента: 1) 92/29 ≈ 3,1724…; 2) {\displaystyle {\sqrt {10}}} ≈ 3,1622… Последним значением пользовался Брахмагупта в VII веке и аль-Хорезми в IX веке.

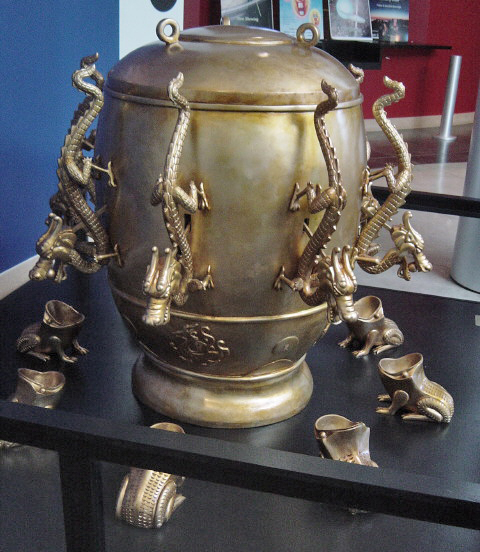
Современный макет сейсмоскопа Чжан Хэна

Теоретические труды Чжан Хэна сохранились лишь во фрагментарном виде, включёнными в состав других произведений. Древнейшее описание его жизни и творчества содержится в специально посвященной ему гл. 89 «Хоу Хань шу» («Книга [об эпохе] Поздней [династии] Хань», кон. IV — нач. V в.). Наиболее полным образом научное наследие Чжан Хэна представлено в антологии Янь Кэ-цзюня (XVIII—XIX вв.) «Цюань шан-гу сань дай Цинь Хань, Сань го, Лю-чао вэнь» («Полное [собрание] литературы глубокой древности, трех [первых] эпох, [династий] Цинь и Хань, Троецарствия и Шести династий»).
Мировоззрение Чжан Хэна было довольно противоречивым, так как сочетало в себе борьбу с популярным в то время мистицизмом и веру в астрологию. На его философию повлиял даосизм, а именно взгляды авторов "Дао дэ цзина" и "Хуайнань-цзы", натурфилософсия Цзоу Яня и его последователей, а также ханьское конфуцианство, в первую очередь концепция тай-сюань Ян Сюна.